# Pousada de São Francisco
A Pousada de São Francisco situa-se na cidade de Beja e resulta da recuperação do antigo Convento de São Francisco.
Integra a rede Pousadas de Portugal com a classificação de Pousada Histórica.

## História do edifício
As origens do convento de São Francisco de Beja remontam ao século XIII. Em Novembro de 1268 foi realizada a escritura pública em que foi constituída, por iniciativa do alcaide-mor de Beja, Lopo Esteves, a comunidade de São Francisco de Beja. Os terrenos onde o convento veio a ser construído, situados fora da muralha da cidade e a Sul desta, foram doados por Paio Pires.
A construção ter-se-á iniciado ainda no reinado de D. Afonso III, que, por morte ocorrida em 1279, veio a deixar um legado de cinquenta libras ao convento.
Em 1302 foi a vez de outro rei, D. Dinis, apoiar o convento, mandando construir uma capela em honra de São Luís. Esta capela foi mandada erguer como acção de graças ao santo evocado pelo rei quando de uma luta com um urso durante uma caçada.
As obras terão demorado quase um século havendo em 1348 notícia de que estas ainda prosseguiam
No século XV João Freire de Andrade, um dos heróis da conquista de Ceuta, institui na capela o seu panteão familiar (Sala dos Túmulos) (à semelhança do que a família real havia feito na Batalha instituindo um panteão familiar junto a uma instituição de grande prestígio). Em meados do século, o vão de acesso à abside da igreja é transformado num pequeno oratório, no qual é construído um túmulo em mármore com o brasão dos Freires e Câmaras.
Nos séculos XVII e XVIII o convento foi sujeito a variadas obras que culminaram com uma remodelação geral do edifício incluindo a construção de uma nova capela.
Em 1834 com a extinção das ordens religiosas masculinas o convento foi extinto sendo parte do seu recheio oferecido à Santa Casa da Misericórdia que aplicou a talha dourada na Igreja de Nossa Senhora da Piedade. Os túmulos, respectivos escudos e leões de suporte são retirados, sendo três das arcas tumulares usadas como bebedouros para animais, duas junto à nora e uma perto da cisterna. A destruição do património não ficaria por aqui: em 1850 iniciam-se as obras de adaptação ao quartel onde seria instalado o Regimento de Infantaria 17. Estas obras transformam a capela em barbearia, sendo a igreja dividida horizontalmente em dois pisos com a construção de um pavimento intermédio, frescos que revestiam as paredes do convento foram caiados, vãos foram entaipados, azulejos foram arrancados.
A Sala dos Túmulos da capela do Convento de São Francisco encontra-se classificada como Imóvel de Interesse Público desde 1939 (Dec. nº 29 604, DG 112 de 16 de Maio de 1939), estando estabelecida desde 1961 uma Zona Especial de Protecção.(DG 80 de 4 de Abril de 1961)
A extensão das obras efectuadas durante os reinados de D. Pedro II e de D. João V, vieram a eliminar todos os elementos da edificação original apenas tendo chegado aos nossos dias a capela gótica do século XV e respectiva Sala dos Túmulos.
As obras de reabilitação e adaptação a Pousada foram efectuadas entre 1993 e 1995 sendo nomeadamente eliminada a laje de betão armado que dividia a igreja e realizadas obras de restauro dos frescos das abóbadas da Sala do Capítulo e da Sala dos Túmulos na Capela. O espaço ajardinado exterior é da autoria do arquitecto Gonçalo Ribeiro Telles.

## A Pousada
No antigo refeitório quinhentista coberto por uma abóbada de cinco tramos funciona o restaurante da pousada. As zonas de estar ocupam a antiga Sala do Capítulo coberta de frescos da época. Os quartos foram adaptados a partir das antigas celas dos monges.
A pousada conta com 34 quartos e uma suite, dispondo ainda de campo de ténis, piscina, bar e esplanada.